# Rynicka Przełęcz
Rynicka Przełęcz (słow. Rinčová štrbina, niem. Mittlere Končystascharte, Mittlere Kontschistascharte, węg. Középső-Koncsiszta-csorba) – przełęcz położona na wysokości 2433 m n.p.m. w Grani Kończystej, w słowackich Tatrach Wysokich. Przełęcz oddziela Pośrednią Kończystą od Stwolskiej Turni.
Na przełęcz nie prowadzą żadne znakowane szlaki turystyczne. Dla taterników jest najdogodniej dostępna od strony Doliny Złomisk (od Stwolskiej Przełęczy), z Doliny Batyżowieckiej osiągnięcie Rynickiej Przełęczy jest nieco trudniejsze.

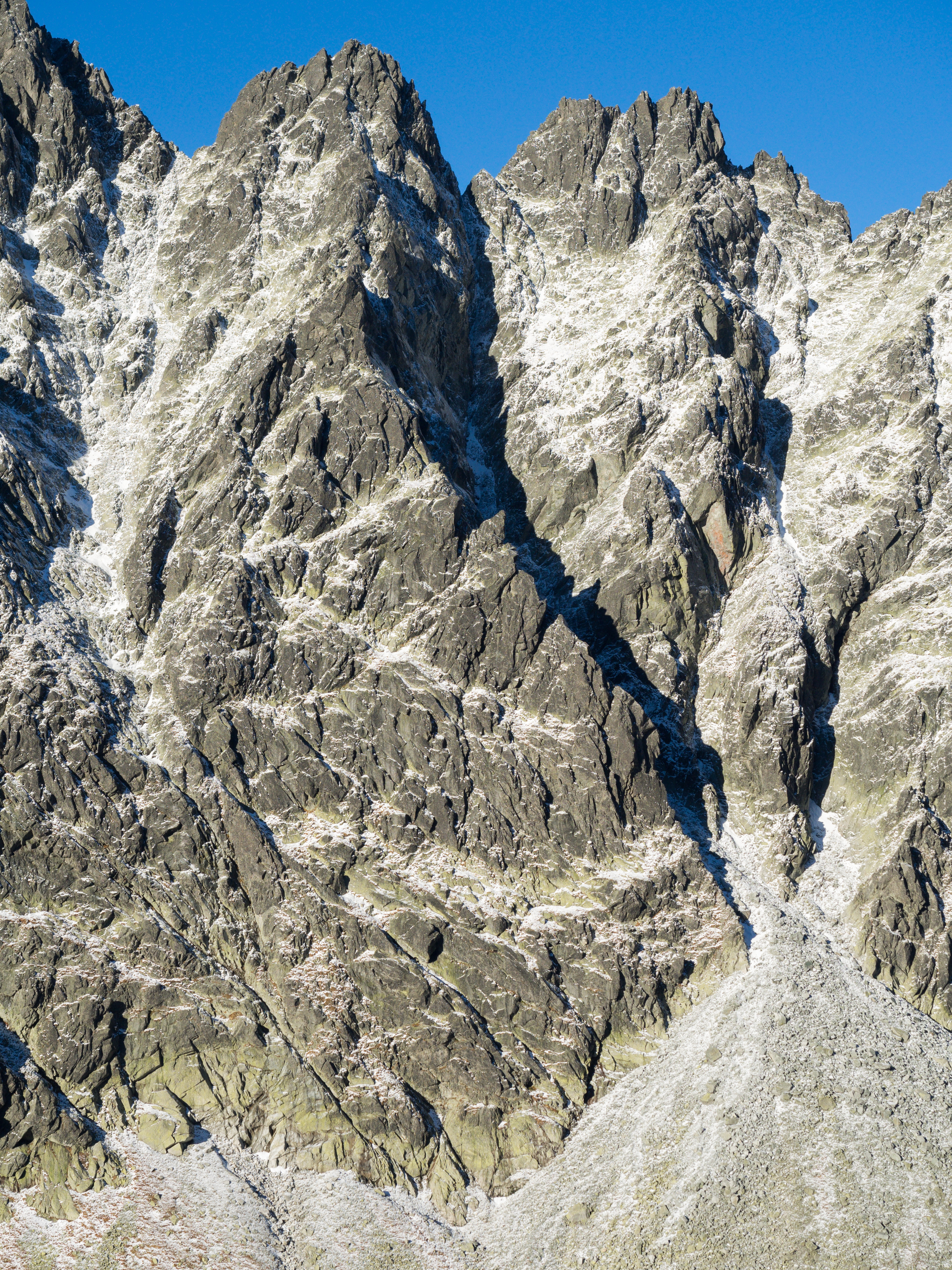
Stwolska Turnia, Rynicka Przełęcz i Pośrednia Kończysta – widok z Doliny Batyżowieckiej

## Historia
Pierwsze wejścia turystyczne:
- Konrad Koziczinski i Johann Breuer, 27 lipca 1904 r. – letnie,
- Ivan Gálfy, Juraj Richvalský i Ladislav Richvalský, nocą 13-14 kwietnia 1953 r. – zimowe.